# At the Cadian Ball

At the 'Cadian Ball es un relato breve escrito por la estadounidense Kate Chopin en el año 1892. Se trata de una precuela a otra historia breve de la misma autora, "The Storm", publicada seis años después, en 1898. 

## Argumento
La historia se desarrolla durante la celebración de un baile en una comunidad acadia cerca de Nueva Orleans (Luisiana). Encontramos cuatro personajes principales: por un lado, Bobinôt, quien está enamorado de Calixta, aunque ella no le corresponde. Por otro lado, Alcée Laballière, quien pierde una cantidad importante de dinero por culpa de una tormenta, tiene sentimientos hacia su prima Clarisse, pero para cuando se lleva a cabo el baile, ésta lo rechaza. Una vez en el baile, Alcée mantiene una conversación con Calixta, en la que hablan sobre su viaje a Asunción del año anterior (en la que se intuye que tuvieron una relación amorosa). Por su parte, Clarisse, después de ver que Alcée se marcha del baile tras la conversación con Calixta, le sigue y le pide que se vaya con ella, terminando por confesar que lo ama. La historia termina con Calixta comprendiendo que no tiene ninguna posibilidad de estar con Alcée, aceptando casarse con Bobinôt.

## Personajes
- Bobinôt

Aunque Bobinôt es el primer personaje introducido, no será clave en esta historia, y su caracterización carece de profundidad, algo que no ocurre en The Storm, donde aparece como sujeto activo. Bobinôt es un agricultor acadiano, de clase baja, que está enamorado de Calixta. Decide ir al baile sólo para verla, aunque se encontrará con Alcée, a quien percibirá como una amenaza. Como personaje, Bobinôt representa la tensión entre el individualismo y la responsabilidad social.
- Calixta

Confrontada con el ángel doméstico que representa Clarisse, Calixta es la representación de una alteridad que no ha sido comprendida. Calixta es una mujer cajún que, aunque todos los hombres la miran con deseo puesto que es la más bella del baile, a ojos de la sociedad es vista como una persona indecente e impropia, de clase baja, que disfruta de su sexualidad (algo que se verá más claramente en la secuela, "The storm") y que no sigue las reglas establecidas. Se trata de un personaje activo, una mujer fuerte, con capacidad para elegir y ser valiente. 
- Alcée Laballière

Alcée es un hombre criollo de clase alta, proveniente de una rica plantación familiar. Chopin retrata la clase alta a través de su discurso refinado y educado. El principal conflicto que presenta Alcée es su relación con los dos personajes femeninos, Calixta y Clarisse. Alcée quiere casarse con Clarisse porque proviene de la misma clase social. Sin embargo, él encuentra en Calixta el tipo de mujer con la que quiere estar, pero sus diferencias de clase le impiden casarse con ella. 
- Clarisse

Al igual que Alcée, Clarisse proviene de la clase alta criolla. Clarisse representa el llamado "ángel doméstico", un término victoriano que designa que la mujer debe ser educada y respetable ante la sociedad. A pesar de esta condición, en cierto momento de la historia Clarisse tiene un arrebato pasional por Alcée(demostrando así ser una mujer más liberada de lo que parecía), persiguiéndolo para traerlo de vuelta cuando se da cuenta de que éste está interesado en Calixta. 

## Temas
- Alteridad

La alteridad u otredad está representada en la historia en la figura de Calixta, quien está diametralmente separada del resto de los Cajún. No solo es físicamente diferente y extranjera, sino que también tiene una actitud bastante distintiva: baila, habla directamente con los hombres y elige cuando está preparada para casarse.
- Individualismo

Uno de los grandes temas que aparecen en este relato breve es el del contraste entre el individualismo y lo que la sociedad espera de uno. Esto se refleja cuando Bobinôt lamenta estar enamorado, no con un acadiano, sino con el extraño, representando así la individualidad frente a las fuerzas de las responsabilidades y expectativas sociales. Por otra parte, aceptar casarse con Bobinôt puede verse en Calixta como un asesinato final de su individualismo, pues renuncia a su alteridad y se convierte en acadiana, ganando un estatus de miembro de la comunidad, pero despidiéndose de la relativa libertad que tenía. Sin embargo, cuando al final de la historia ella no quiere besar a Bobinôt, se mantiene algo de su individualidad e independencia, lo que será clave para el florecimiento final que alcanza en "The Storm".
- Feminismo

A finales del siglo XX y principios del XXI, la mayor parte de lo que se ha escrito sobre Kate Chopin se centra en un análisis feminista. Podemos decir que Chopin representa una especie de protofeminismo, puesto que aunque no fue asignada a ningún movimiento feminista, sus temas y personajes muestran que tuviera un pensamiento feminista. Chopin analiza los problemas sociales y morales, criticando las costumbres de su sociedad de una manera que anticipa el movimiento feminista, pues se centra en temas relacionados con la búsqueda de la identidad, la rebelión contra la conformidad o la comprensión sobre la sexualidad femenina. Calixta y Clarisse representan dos modelos a seguir diferentes de la época victoriana. Aunque Clarisse aparentemente ha adoptado las costumbres de la época victoriana y desempeña el papel del ángel doméstico, Calixta cambia estos códigos al mostrar su naturaleza apasionada libremente. Chopin usa estos personajes femeninos para expresar tanto la libertad en la fantasía como la opresión en la realidad para las mujeres de la era victoriana.
- Sexualidad

El tema de la sexualidad se presenta en la conversación y la descripción que Chopin hace de la relación entre Calixta y Alcée. Esta sexualidad y estos sentimientos apasionados tendrán una explosión definitiva en la secuela, "The storm", donde Calixta y Alcée finalmente tienen relaciones sexuales. Hay un momento en la historia en el que Clarisse es atacada por los mosquitos en sus pies, descritos como "blancos". Esto sugiere que su deseo de seguir a Alcée no se basa en un afecto virginal sino en el amor verdadero y la pasión sexual: la blancura de sus pies, que indica pura inocencia, es reemplazada por las mordeduras y la sangre, que simbolizan la sexualidad.

## Estilo: "local color"
En esta historia, encontramos una serie de rasgos que indican que el estilo del cuento pertenece al "local color". Una característica común de este movimiento que aparece en el relato es la combinación de los idiomas de la zona (inglés y francés). El uso del dialecto revela la existencia de los diferentes grupos étnicos; el idioma es importante para el estatus de los personajes en la sociedad: por ejemplo, cuanto más alto es el estatus del personaje, menos perceptible es su acento, mientras que los personajes más "bajos"  hablan una mezcla de dialecto criollo y dialecto negro. Un ejemplo de esto es Bruce, el sirviente negro de Alcée. En definitiva, el "local color" en esta historia representa las costumbres típicas de las regiones sureñas, así como el sistema de clases de aquella época. 